# Frank J. Selke Trophy

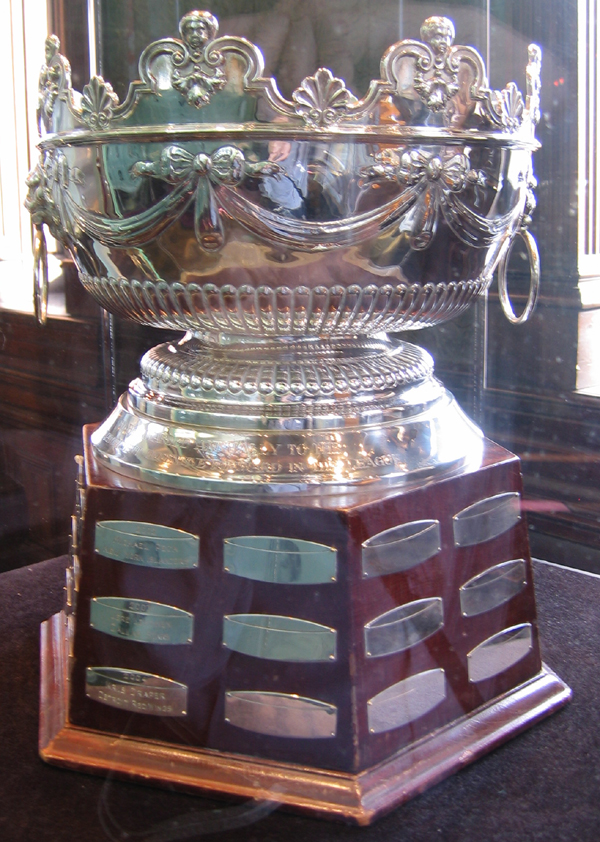
Frank J. Selke Trophy.

Frank J. Selke Trophy är ett årligt pris som tilldelas den anfallsspelare i National Hockey League som under grundserien visat bäst defensiv skicklighet. 
Vinnaren röstas fram av ishockeyjounalisterna i Professional Hockey Writers' Association.
Trofén är uppkallad efter Frank J. Selke, före detta sportdirektör i Toronto Maple Leafs och Montreal Canadiens. Priset delades ut första gången säsongen 1977–78.
Montreal Canadiens vänsterforward Bob Gainey vann Frank J. Selke Trophy de fyra första åren priset delades ut och är tillsammans med Patrice Bergeron den spelare som vunnit flest gånger. 

## Vinnare

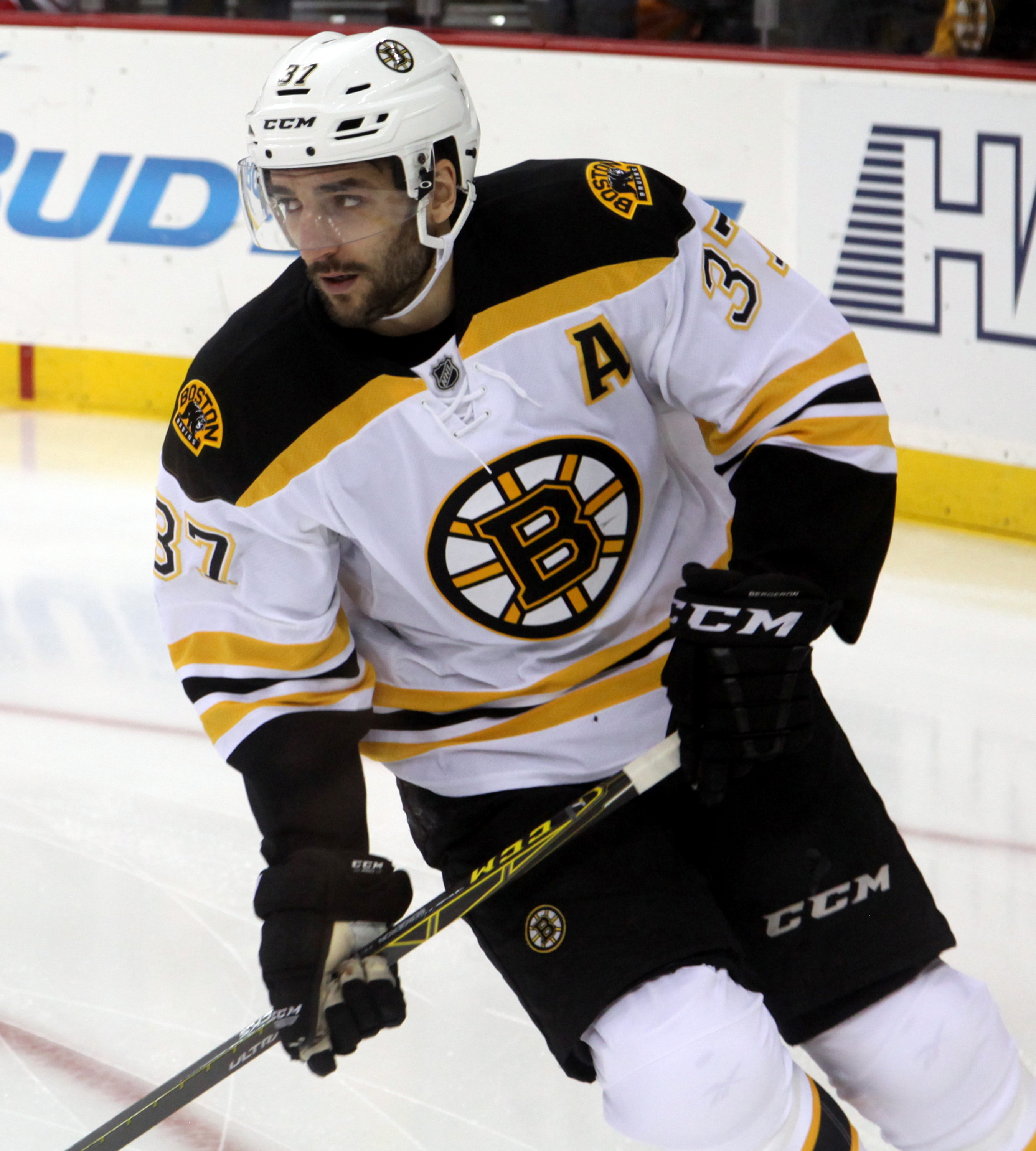
Patrice Bergeron vann Frank J. Selke Trophy sex gånger.

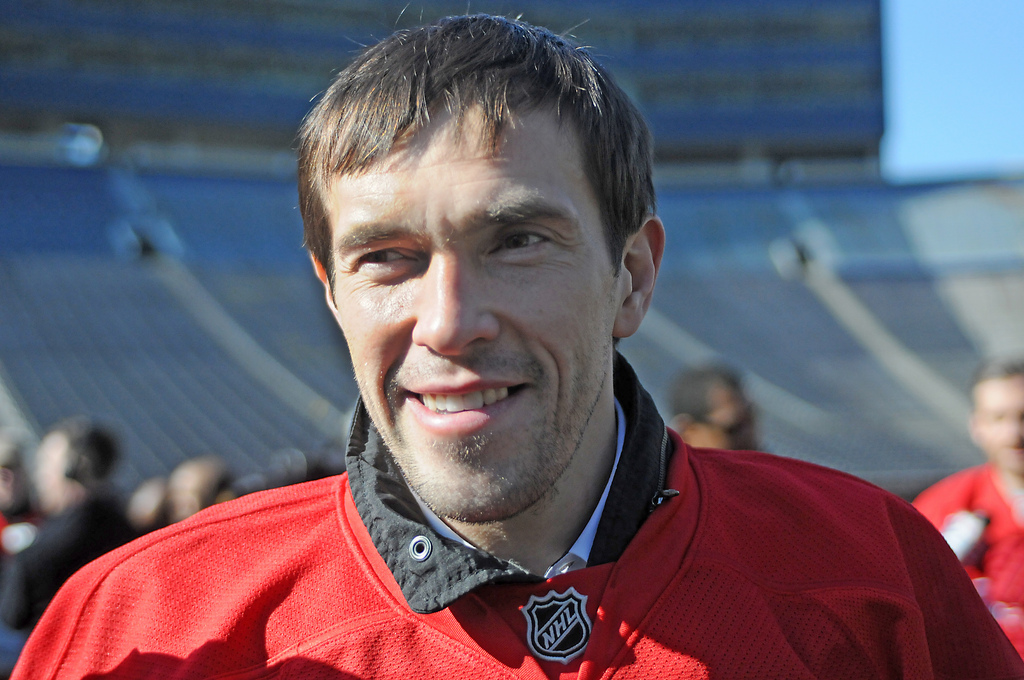
Pavel Datsiuk vann Frank J. Selke Trophy tre gånger.

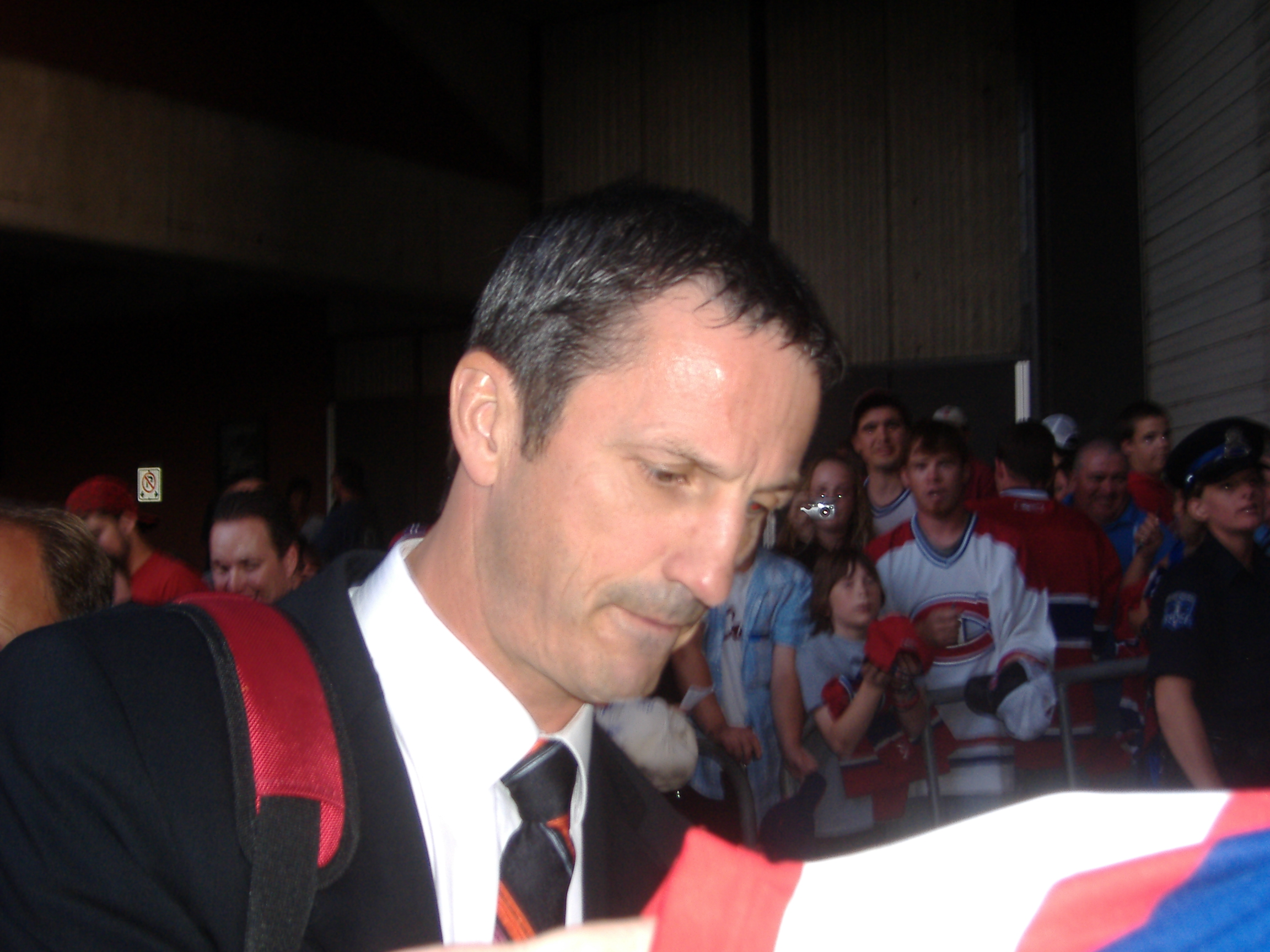
Guy Carbonneau vann Frank J. Selke Trophy tre gånger.

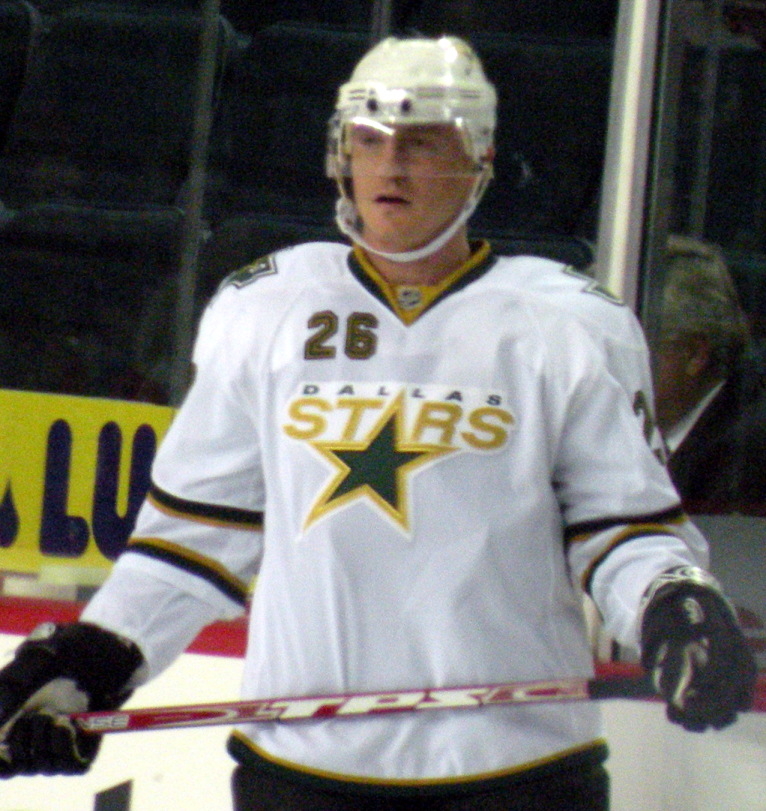
Jere Lehtinen vann Frank J. Selke Trophy tre gånger.

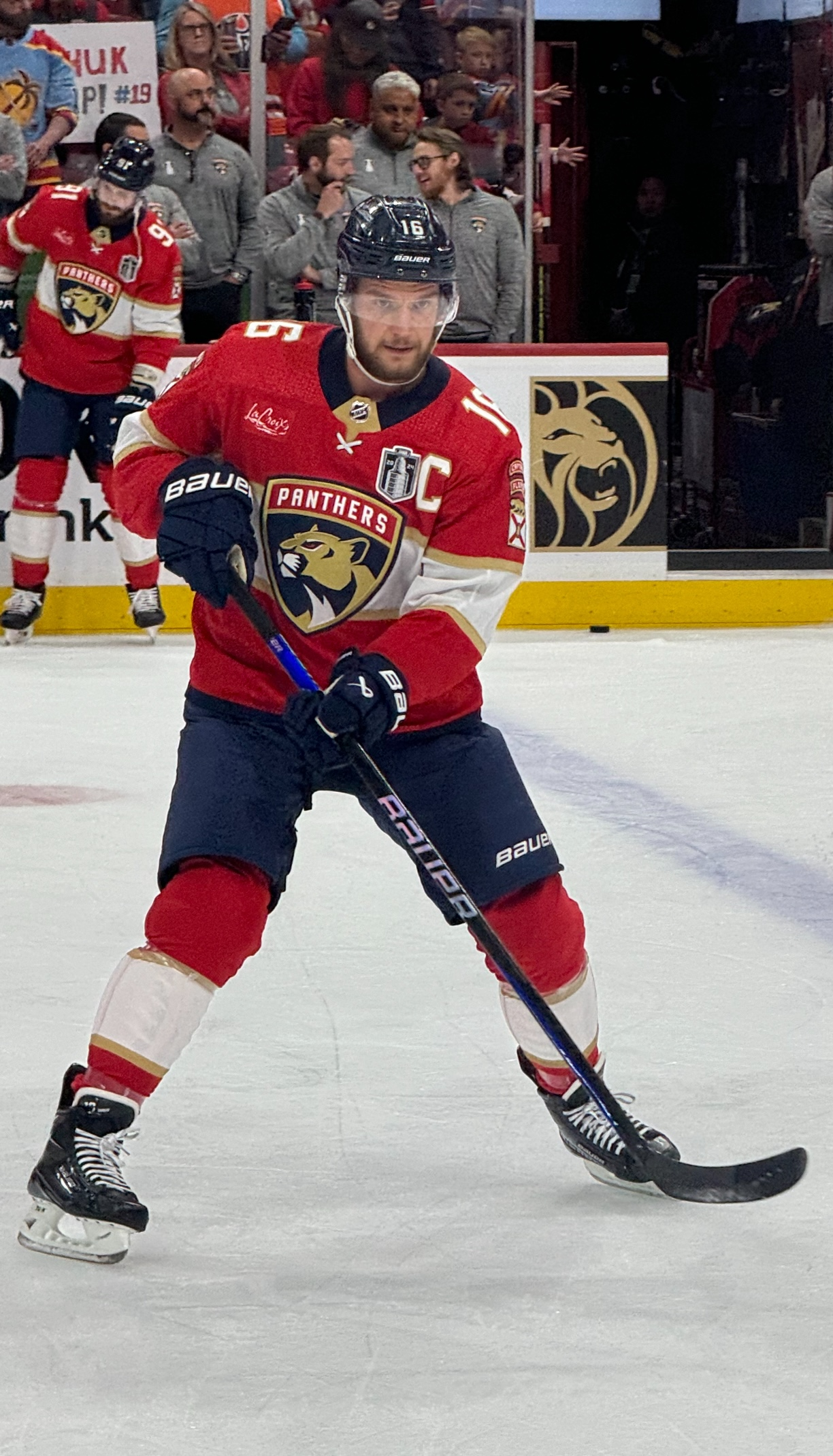
Aleksander Barkov, Jr. är den senaste spelaren som har vunnit Frank J. Selke Trophy.

Källa: 
| Säsong    | Vinnare                            | Lag                                | Vinster                            |
| --------- | ---------------------------------- | ---------------------------------- | ---------------------------------- |
| 1977–1978 | Bob Gainey                         | Montreal Canadiens                 | 1                                  |
| 1978–1979 | Bob Gainey                         | Montreal Canadiens                 | 2                                  |
| 1979–1980 | Bob Gainey                         | Montreal Canadiens                 | 3                                  |
| 1980–1981 | Bob Gainey                         | Montreal Canadiens                 | 4                                  |
| 1981–1982 | Steve Kasper                       | Boston Bruins                      | 1                                  |
| 1982–1983 | Bobby Clarke                       | Philadelphia Flyers                | 1                                  |
| 1983–1984 | Doug Jarvis                        | Washington Capitals                | 1                                  |
| 1984–1985 | Craig Ramsay                       | Buffalo Sabres                     | 1                                  |
| 1985–1986 | Troy Murray                        | Chicago Black Hawks                | 1                                  |
| 1986–1987 | Dave Poulin                        | Philadelphia Flyers                | 1                                  |
| 1987–1988 | Guy Carbonneau                     | Montreal Canadiens                 | 1                                  |
| 1988–1989 | Guy Carbonneau                     | Montreal Canadiens                 | 2                                  |
| 1989–1990 | Rick Meagher                       | St. Louis Blues                    | 1                                  |
| 1990–1991 | Dirk Graham                        | Chicago Blackhawks                 | 1                                  |
| 1991–1992 | Guy Carbonneau                     | Montreal Canadiens                 | 3                                  |
| 1992–1993 | Doug Gilmour                       | Toronto Maple Leafs                | 1                                  |
| 1993–1994 | Sergej Fjodorov                    | Detroit Red Wings                  | 1                                  |
| 1994–1995 | Ron Francis                        | Pittsburgh Penguins                | 1                                  |
| 1995–1996 | Sergej Fjodorov                    | Detroit Red Wings                  | 2                                  |
| 1996–1997 | Michael Peca                       | Buffalo Sabres                     | 1                                  |
| 1997–1998 | Jere Lehtinen                      | Dallas Stars                       | 1                                  |
| 1998–1999 | Jere Lehtinen                      | Dallas Stars                       | 2                                  |
| 1999–2000 | Steve Yzerman                      | Detroit Red Wings                  | 1                                  |
| 2000–2001 | John Madden                        | New Jersey Devils                  | 1                                  |
| 2001–2002 | Michael Peca                       | New York Islanders                 | 2                                  |
| 2002–2003 | Jere Lehtinen                      | Dallas Stars                       | 3                                  |
| 2003–2004 | Kris Draper                        | Detroit Red Wings                  | 1                                  |
| 2004–2005 | Ingen vinnare på grund av lockout. | Ingen vinnare på grund av lockout. | Ingen vinnare på grund av lockout. |
| 2005–2006 | Rod Brind'Amour                    | Carolina Hurricanes                | 1                                  |
| 2006–2007 | Rod Brind'Amour                    | Carolina Hurricanes                | 2                                  |
| 2007–2008 | Pavel Datsiuk                      | Detroit Red Wings                  | 1                                  |
| 2008–2009 | Pavel Datsiuk                      | Detroit Red Wings                  | 2                                  |
| 2009–2010 | Pavel Datsiuk                      | Detroit Red Wings                  | 3                                  |
| 2010–2011 | Ryan Kesler                        | Vancouver Canucks                  | 1                                  |
| 2011–2012 | Patrice Bergeron                   | Boston Bruins                      | 1                                  |
| 2012–2013 | Jonathan Toews                     | Chicago Blackhawks                 | 1                                  |
| 2013–2014 | Patrice Bergeron                   | Boston Bruins                      | 2                                  |
| 2014–2015 | Patrice Bergeron                   | Boston Bruins                      | 3                                  |
| 2015–2016 | Anže Kopitar                       | Los Angeles Kings                  | 1                                  |
| 2016–2017 | Patrice Bergeron                   | Boston Bruins                      | 4                                  |
| 2017–2018 | Anže Kopitar                       | Los Angeles Kings                  | 2                                  |
| 2018–2019 | Ryan O'Reilly                      | St. Louis Blues                    | 1                                  |
| 2019–2020 | Sean Couturier                     | Philadelphia Flyers                | 1                                  |
| 2020–2021 | Aleksander Barkov, Jr.             | Florida Panthers                   | 1                                  |
| 2021–2022 | Patrice Bergeron                   | Boston Bruins                      | 5                                  |
| 2022–2023 | Patrice Bergeron                   | Boston Bruins                      | 6                                  |
| 2023–2024 | Aleksander Barkov, Jr.             | Florida Panthers                   | 2                                  |
| 2024–2025 | Aleksander Barkov, Jr.             | Florida Panthers                   | 3                                  |